# Státoprávní deklarace českých poslanců
Státoprávní deklarace českých poslanců bylo prohlášení 81 poslanců Českého zemského sněmu z 22. srpna 1868, kterým se česká politická reprezentace vyslovila proti ústavnímu směřování Rakouska-Uherska, požadovala respektování českého státního práva a na protest oznámila pasivní rezistenci (bojkot sněmu).

## Dobové souvislosti
Rakousko-uherské vyrovnání z roku 1867 proměnilo Rakouské císařství na volný svazek dvou státních útvarů: Rakouska (Předlitavsko) a Uherska. Vyrovnáním byly naplněny státoprávní aspirace uherské politické reprezentace, zatímco české politické špičky se svými podobnými představami neuspěly. Česká reprezentace požadovala respektování českého státního práva, tedy konceptu nepřetržité existence českého státu, který jen na základě dohody s panovníkem může vstoupit do volného svazku s dalšími korunními zeměmi. Na rozdíl od uherského případu ovšem Češi neměli tak silnou pozici. České státní právo odmítala většina německy mluvících obyvatel Čech (tzv. Ústavní strana), stejně jako část šlechty (Strana ústavověrného velkostatku). Pro české státní právo se silně vyslovovala Národní strana (včetně zatím ještě formálně neodděleného mladočeského proudu), dále historická šlechta (Strana konzervativního velkostatku) a v jisté podobě (ovšem s důrazem na respektování moravské svébytnosti) i Moravská národní strana.
V Čechách převládli stoupenci státního práva (dobově nazývaní i federalisté) na zemském sněmu v zemských volbách v lednu 1867. Vláda ve Vídni ovšem okamžitě sněm nechala rozpustit a v nových zemských volbách v březnu 1867 již na sněmu převládli odpůrci českého státoprávního programu (dobově nazýváni centralisté nebo ústavověrní). Takto zvolený sněm se sešel v dubnu 1867. Následně došlo ke schválení rakousko-uherského vyrovnání. Poprvé po vyrovnání byl sněm svolán až na srpen 1868. Česká reprezentace se předtím radila o dalším postupu. Mladočeši měli pochyby o vhodnosti bojkotu sněmu, ale pasivní rezistence nakonec byla schválena a respektována všemi poslanci, včetně mladočeských. Zároveň v té době v českých zemích probíhalo táborové hnutí, tedy série masových demonstrací, konaných ve městech i na venkově, kde byl vyjadřován odpor vůči nerespektování české státnosti. Text deklarace nepodepsali členové Strany konzervativního velkostatku, kteří v té době na zemském sněmu vůbec nebyli zastoupeni (ve volbách v březnu 1867 v kurii velkostatkářů zcela převládla Strana ústavověrného velkostatku), ačkoliv s jejími východisky souhlasili.

## Podání deklarace a její obsah
Ihned při 1. schůzi sněmu 22. srpna 1868 pak předložila tříčlenná skupina českých poslanců sněmovnímu prezídiu státoprávní deklaraci, podepsanou 81 členy sněmu. Mluvila jménem celého pět milionův čítajícího národa českoslovanského ve všech zemích koruny české. Navazovala na dřívější protestní prohlášení poslanců z předchozí schůze sněmu z 13. dubna 1867. Deklarace konstatovala, že práva země české nebyla nikdy zrušena a lze je měnit jen na základě dohody mezi národem a panovníkem. Kvůli tomu Češi odmítli obeslat Říšskou radu, tedy parlament Předlitavska ve Vídni. Deklaranti konstatovali, že umělá centralistická většina na sněmu přesto Říšskou radu obeslala, a odmítli koncept Rakouska coby centralizovaného německého státu. Rakousko-uherské vyrovnání označila deklarace za popření předchozích ústavních dokumentů (Říjnový diplom z roku 1860, Únorová ústava z roku 1861 a Zářijový manifest z roku 1865).
V druhé části deklarace byla v deseti bodech shrnuta pozice české reprezentace:
- Mezi panovníkem a českým národem je oboustranně závazný vztah, který ani jedna ze stran nemůže jednostranně měnit
- Rakousko nebylo až do roku 1848 jednotným státem a spojení české koruny s Rakouskem je jen dynastického charakteru
- Žádná změna státoprávního uspořádání nemůže být přijata jinak, než politickou dohodou mezi českým králem a českým politickým národem
- Žádný mimočeský zákonodárný orgán nemá právo zavazovat České království, ukládat mu daně a převádět na ně část státního dluhu
- Poté, co sám panovník rakousko-uherským vyrovnáním opustil myšlenku jednotného rakouského státu, není idea centralizovaného státu nijak závazná pro kohokoliv jiného
- Uhersko má právo si s panovníkem sjednat nové státoprávní uspořádání, ale nemůže tím být nijak ovlivňováno státoprávní postavení českých zemí
- Omezování zemské autonomie je oktrojem, který nemůže být platný bez řádného svolení oprávněného a spravedlivého zastoupení tohoto království.
- Vše, co bylo a bude rozhodnuto na Říšské radě, je jen faktem, ovšem bez právní závaznosti pro Čechy
- Veškeré tyto ústavní problémy se dají urovnat jen dohodou mezi králem a politicko-historickým národem českým zastoupeným na základě správném a spravedlivém.
- Spravedlivým zastoupením je míněn takový volební řád, který nezkracuje práva obou zemských národností.

25. srpna 1868 podala obdobnou deklaraci i skupina českých poslanců Moravského zemského sněmu. Státoprávní deklarace moravských Čechů ovšem méně akcentovala historické státní právo a více zdůrazňovala právo přirozené, etnické. Koncept nepřerušeného trvání státnosti totiž na Moravě byl méně zřetelný a celý postoj zde byl komplikován i otazníky okolo případné státoprávní souvislosti Moravy a Čech (Alois Pražák koncem roku 1868 uváděl, že se mu podařilo zachránit „alespoň na čas autonomii Moravy, jež byla ohrožena centralizačními choutkami Riegra“). Moravská deklarace také na rozdíl od té české obsahovala kritiku liberálního antiklerikálního zákonodárství, přijímaného Říšskou radou.

## Důsledky
Ústavověrná většina zemského sněmu vyzvala deklaranty, aby se aktivně ujali svých mandátů. Když se tak nestalo, došlo v září 1868 v hromadnému zbavení mandátů pro absenci. Tito poslanci pak následně ovšem znovu kandidovali, byli manifestačně zvoleni a opět fakticky nevykonávali své mandáty. Na ústavním směřování Předlitavska se státoprávní deklarace českých poslanců nijak neprojevila. Táborové hnutí pokračovalo. Česká společnost se ocitla ve vyhroceně opozičním postoji vůči rakouskému státu. V říjnu 1868 byl dokonce v Praze a okolí vyhlášen výjimečný stav.
Na myšlenky deklarace po roce 1870 navázaly tzv. fundamentální články, tedy pokus o česko-rakouské vyrovnání, nakonec neúspěšný. České státní právo zůstalo oficiálním programem hlavního proudu české politické reprezentace po celá 70. léta, byť mladočeši postupně odmítli pasivní rezistenci a koncem dekády se i staročeská Národní strana a historická šlechta vrátila na zemský sněm a do Říšské rady.
Signatáři deklarace byli po zbytek svých životů připomínáni jako tzv. deklaranti a řazeni mezi zasloužilé bojovníky za české státní právo. 

## Seznam deklarantů
Státoprávní deklaraci českých poslanců podepsalo 81 poslanců zemského sněmu:
František Palacký, František Ladislav Rieger, František August Brauner, Karel Sladkovský, Alois Pravoslav Trojan, Karel Leopold Klaudy, Vojtěch Náprstek, Josef Stanislav Práchenský, Jan Velflík, Jan Kleissl, Vincenc Vávra Haštalský, Jan Štros, Matěj Kubíček, Josef Zikmund, Václav Pour, Kristian Stefan, František Fáček, Jílek Jan, Ferdinand Schulz, Antonín Schovánek, Pokorný František, František Fiala, Slavík Josef, Antonín Hons, Antonín Husák, Jan Kratochvíle, Karel Faber, Václav Křížek, Josef Říha, Josef Brzorád, František Švestka, František Hartl, Emanuel Tonner, Josef Wenzig, František Bronislav Kořínek, Augustin Kahles, Karel Mattuš, Josef František Frič, Bedřich Hanke, Šípek František, Filip Stanislav Kodym, Antonín Otakar Zeithammer, Alois Oliva, Karel Roth, Ignác Moravec, Vilém Platzer, Klimeš Josef, Hynek Zátka, Vendelín Grünwald, František Kralert, Václav Kratochvíl, Jan Janouš, Vincenc Bradáč, Emanuel Trmal, František Pštross, Žák Jan, Karel Kořistka, Jeřábek Jan, Antonín Porák, Antonín Schmidt, Václav Zelený, Kučera Jan, Čeněk Hausmann, Jan Krejčí, Štěpán Pollach, Macháček Josef, Václav Reichert, Jan Strakatý, Eduard Grégr, Jakub Škarda, Josef Ambrož Gabriel, Josef Götzl, Vilímek Josef Richard, Tomáš Šobr, Antonín Čížek, Karel Drahotín Villani, Václav Bělský, Antonín Fink, Karel Potůček, Ferdinand Urbánek, Emanuel Tuschner